# Basket Club Bolzano 2007-2008
Questa voce raccoglie le informazioni riguardanti il B.C. Bolzano nelle competizioni ufficiali della stagione 2007-2008.

## Stagione
La stagione 2007-2008 del Basket Club Bolzano, sponsorizzato Lenzi Profexional, è stata la settima disputata in Serie A2.

## Verdetti stagionali
- Serie A2: (30 partite)

stagione regolare: 10º posto su 16 squadre (11 vinte, 19 perse).

## Roster
|    | Naz.                | Ruolo | Sportivo                  | Anno | Alt. |  |  |
| -- | ------------------- | ----- | ------------------------- | ---- | ---- |  |  |
| 0  | Italia (bandiera)   | G     | Greta Rossetto            | 1993 | 176  |  |  |
| 6  | Germania (bandiera) | C     | Sabine Loewe              | 1982 | 190  |  |  |
| 7  | Italia (bandiera)   | A     | Tania Bertan              | 1980 | 182  |  |  |
| 8  | Italia (bandiera)   | P     | Martina Maron             | 1990 | 168  |  |  |
| 9  | Italia (bandiera)   | A     | Laura Lazzari             | 1980 | 180  |  |  |
| 10 | Italia (bandiera)   | G     | Alessandra Zucchelli      | 1968 | 178  |  |  |
| 11 | Italia (bandiera)   | GA    | Erica Caracciolo          | 1986 | 180  |  |  |
| 12 | Italia (bandiera)   | G     | Jasmin Broggio            | 1990 | 176  |  |  |
| 12 | Italia (bandiera)   |       | Silvia Littera            | 1975 |      |  |  |
| 12 | Italia (bandiera)   | PG    | Silvia Ognibene           | 1991 | 173  |  |  |
| 13 | Italia (bandiera)   | P     | Francesca Bergante        | 1982 | 170  |  |  |
| 14 | Italia (bandiera)   |       | Vanessa Avaro             | 1972 |      |  |  |
| 15 | Italia (bandiera)   | A     | Madalena Ribeiro da Silva | 1990 | 172  |  |  |
| 16 | Italia (bandiera)   | G     | Giulia Rossi              | 1991 | 175  |  |  |
| 18 | Italia (bandiera)   |       | Camilla Valerio           | 1993 |      |  |  |
| 18 | Italia (bandiera)   | A     | Valentina Vezzù           | 1990 | 176  |  |  |

## Statistiche

### Statistiche di squadra
| Competizione | Punti | In casa | In casa | In casa | In casa | In casa | In trasferta | In trasferta | In trasferta | In trasferta | In trasferta | Totale | Totale | Totale | Totale | Totale | Totale |
| Competizione | Punti | G       | V       | P       | Ptf     | Pts     | G            | V            | P            | Ptf          | Pts          | G      | V      | P      | Ptf    | Pts    | Diff.  |
| ------------ | ----- | ------- | ------- | ------- | ------- | ------- | ------------ | ------------ | ------------ | ------------ | ------------ | ------ | ------ | ------ | ------ | ------ | ------ |
| Serie A2     | 22    | 15      | 6       | 9       | 997     | 1013    | 15           | 5            | 10           | 907          | 1039         | 30     | 11     | 19     | 1904   | 2052   | -148   |

### Statistiche delle giocatrici
| Giocatrice                | Partite | Partite | Min. | Pun | Tiri da 2 | Tiri da 2 | Tiri da 2 | Tiri da 3 | Tiri da 3 | Tiri da 3 | Tiri Liberi | Tiri Liberi | Tiri Liberi | Rimbalzi | Rimbalzi | Rimbalzi | Palle | Palle | Stopp. | Stopp. | Ass | Falli | Falli | Val. |
| Giocatrice                | Pr      | PG      | Min. | Pun | R         | T         | %         | R         | T         | %         | R           | T           | %           | D        | O        | T        | P     | R     | S      | D      | Ass | F     | S     | Val. |
| ------------------------- | ------- | ------- | ---- | --- | --------- | --------- | --------- | --------- | --------- | --------- | ----------- | ----------- | ----------- | -------- | -------- | -------- | ----- | ----- | ------ | ------ | --- | ----- | ----- | ---- |
| Vanessa Avaro             | 14      | 14      | 376  | 36  | 11        | 33        | 33        | 2         | 11        | 18        | 8           | 10          | 80          | 54       | 8        | 62       | 63    | 38    | 4      | 1      | 44  | 40    | 23    | 64   |
| Francesca Bergante        | 30      | 30      | 995  | 250 | 58        | 162       | 36        | 21        | 84        | 25        | 71          | 87          | 82          | 72       | 21       | 93       | 94    | 65    | 5      | 4      | 73  | 76    | 77    | 204  |
| Tania Bertan              | 30      | 30      | 814  | 321 | 105       | 228       | 46        | 11        | 28        | 39        | 78          | 122         | 64          | 128      | 82       | 210      | 87    | 36    | 12     | 7      | 27  | 102   | 101   | 317  |
| Jasmin Broggio            | 29      | 20      | 175  | 14  | 1         | 5         | 20        | 3         | 13        | 23        | 3           | 4           | 75          | 13       | 13       | 26       | 13    | 5     |        |        | 2   | 18    | 4     | 5    |
| Erica Caracciolo          | 29      | 29      | 847  | 388 | 89        | 197       | 45        | 52        | 153       | 34        | 54          | 66          | 82          | 112      | 25       | 137      | 69    | 48    | 3      | 3      | 29  | 61    | 65    | 316  |
| Laura Lazzari             | 30      | 30      | 883  | 279 | 41        | 91        | 45        | 48        | 150       | 32        | 53          | 66          | 80          | 67       | 13       | 80       | 83    | 56    | 2      |        | 30  | 96    | 76    | 175  |
| Silvia Littera            | 7       | 5       | 41   | 6   | 3         | 5         | 60        |           |           |           |             |             |             | 2        | 2        | 4        |       | 1     | 1      |        | 1   | 4     | 1     | 6    |
| Sabine Loewe              | 30      | 30      | 1021 | 478 | 181       | 306       | 59        | 2         | 12        | 17        | 110         | 123         | 89          | 161      | 61       | 222      | 89    | 42    | 8      | 11     | 15  | 67    | 125   | 581  |
| Martina Maron             | 17      | 16      | 231  | 30  | 6         | 23        | 26        | 5         | 16        | 31        | 3           | 9           | 33          | 14       | 1        | 15       | 23    | 19    | 4      |        | 8   | 27    | 15    | -1   |
| Silvia Ognibene           | 4       | 3       | 6    | 2   | 1         | 1         | 100       | 0         | 1         | 0         |             |             |             |          |          |          |       | 1     |        |        |     |       |       | 2    |
| Madalena Ribeiro da Silva | 29      | 26      | 271  | 39  | 14        | 30        | 47        | 3         | 18        | 17        | 2           | 9           | 22          | 23       | 13       | 36       | 25    | 23    | 5      |        | 3   | 43    | 12    | 2    |
| Giulia Rossi              | 11      | 6       | 36   | 6   | 2         | 8         | 25        | 0         | 1         | 0         | 2           | 2           | 100         | 4        | 1        | 5        | 1     | 2     |        |        |     |       | 1     | 6    |
| Camilla Valerio           | 4       | 3       | 5    | 0   | 0         | 1         | 0         |           |           |           |             |             |             |          |          |          |       |       |        |        |     |       |       | -1   |
| Valentina Vezzù           | 25      | 16      | 123  | 4   | 2         | 13        | 15        | 0         | 2         | 0         | 0           | 2           | 0           | 7        | 2        | 9        | 6     | 1     | 2      |        | 3   | 12    | 1     | -17  |
| Alessandra Zucchelli      | 11      | 7       | 176  | 51  | 8         | 28        | 29        | 8         | 19        | 42        | 11          | 15          | 73          | 29       | 14       | 43       | 12    | 14    |        |        | 9   | 12    | 21    | 79   |